# Raión de Nedryhailiv
Nedryhailiv (en ucraniano: Недригайлівський район) es un raión o distrito de Ucrania en el óblast de Sumy. 
Comprende una superficie de 1025 km².
La capital es la ciudad de Nedryhailiv.

## Demografía
Según estimación 2010 contaba con una población total de 36334 habitantes.

## Otros datos
El código KOATUU es 5923500000. El código postal 42100 y el prefijo telefónico +380 5455.